# Ahmed Abunamous
Ahmed Shehda Mohamed Hussin Abunamous, meglio noto come Ahmed Abunamous (in arabo احمد شحذة أبو ناموس‎?; Emirati Arabi Uniti, 5 ottobre 1999), è un calciatore palestinese naturalizzato emiratino, attaccante dell'Ittihad Kalba.

## Carriera
Ahmed Abunamous è nato negli Emirati Arabi Uniti da genitori originari della Palestina, crescendo calcisticamente nel settore giovanile del Baniyas. Il 13 dicembre 2018 ha fatto il suo esordio da professionista, con la divisa del Baniyas, subentrando all'ottantacinquesimo minuto nel match di UAE Arabian Gulf League 2018-2019 contro il Dibba Al-Fujairah. Nella stessa stagione realizza anche il suo primo goal da professionista segnando la rete del momentaneo pareggio per il Baniyas nella sfida, alla fine persa per 2-1, contro l'Al-Nasr.
Nell'estate del 2024 dopo aver collezionato 132 presenze in tutte le competizioni con la maglia del Baniyas, decide di lasciare il club e di firmare con la squadra dell'Ittihad Kalba.

## Statistiche

### Presenze e reti nei club
Statistiche aggiornate al 5 dicembre 2024.. 
| Stagione        | Squadra         | Campionato      | Campionato | Campionato | Coppe nazionali | Coppe nazionali | Coppe nazionali | Coppe continentali | Coppe continentali | Coppe continentali | Altre coppe | Altre coppe | Altre coppe | Totale | Totale | Totale |
| Stagione        | Squadra         | Comp            | Pres       | Reti       | Comp            | Pres            | Reti            | Comp               | Pres               | Reti               | Comp        | Pres        | Reti        | Pres   | Reti   |        |
| --------------- | --------------- | --------------- | ---------- | ---------- | --------------- | --------------- | --------------- | ------------------ | ------------------ | ------------------ | ----------- | ----------- | ----------- | ------ | ------ | ------ |
| 2018-2019       | Baniyas         | PL              | 8          | 3          | CPA+AGL         | 0+0             | 0+0             | -                  | -                  | -                  | -           | -           | -           | 8      | 3      |        |
| 2019-2020       | Baniyas         | PL              | 9          | 0          | CPA+AGL         | 1+3             | 0+0             | -                  | -                  | -                  | -           | -           | -           | 13     | 0      |        |
| 2020-2021       | Baniyas         | PL              | 25         | 4          | CPA+AGL         | 3+3             | 3+0             | -                  | -                  | -                  | -           | -           | -           | 21     | 7      |        |
| 2021-2022       | Baniyas         | PL              | 18         | 2          | CPA+AGL         | 3+5             | 2+1             | ACL                | 1                  | 0                  | -           | -           | -           | 28     | 5      |        |
| 2022-2023       | Baniyas         | PL              | 24         | 1          | CPA+AGC         | 1+1             | 0+0             |                    | -                  | -                  | -           | -           | -           | 26     | 1      |        |
| 2023-2024       | Baniyas         | PL              | 24         | 1          | CPA+AGC         | 1+2             | 0+0             | -                  | -                  | -                  | -           | -           | -           | 27     | 1      |        |
| Totale Baniyas  | Totale Baniyas  | Totale Baniyas  | 108        | 11         |                 | 23              | 6               |                    | 1                  | 0                  |             | 0           | 0           | 132    | 17     |        |
| 2024-2025       | Ittihad Kalba   | PL              | 11         | 0          | CPA+AGL         | 1+1             | 0+0             | -                  | -                  | -                  | -           | -           | -           | 13     | 0      |        |
| Totale carriera | Totale carriera | Totale carriera | 119        | 11         |                 | 25              | 6               |                    | 1                  | 0                  |             | 0           | 0           | 145    | 17     |        |